# (38711) 2000 QU97
2000 QU97 (asteroide 38711) é um asteroide da cintura principal. Possui uma excentricidade de 0.20893160 e uma inclinação de 4.63715º.
Este asteroide foi descoberto no dia 28 de agosto de 2000 por LINEAR em Socorro.